# Santa Maria de Sorba
Santa Maria de Sorba és una església que forma part de l'Inventari del Patrimoni Arquitectònic Català del municipi de Montmajor (Berguedà). Es troba al llogaret de Sorba, prop de la vila de Cardona.
És coneguda per tenir el Martyrium de Sant Eudald del segle vi. A prop de Santa Maria de Sorba hi ha l'església preromànica de Sant Miquel de Sorba.

## Descripció
Església d'una sola nau amb quatre capelles laterals i absis de planta quadrada. Al costat d'aquest trobem una torre campanar de planta quadrada i cos superior poligonal rematada amb barana de balustres. El parament és de carreus de pedres irregulars units amb morter i l'interior, totalment enguixat.

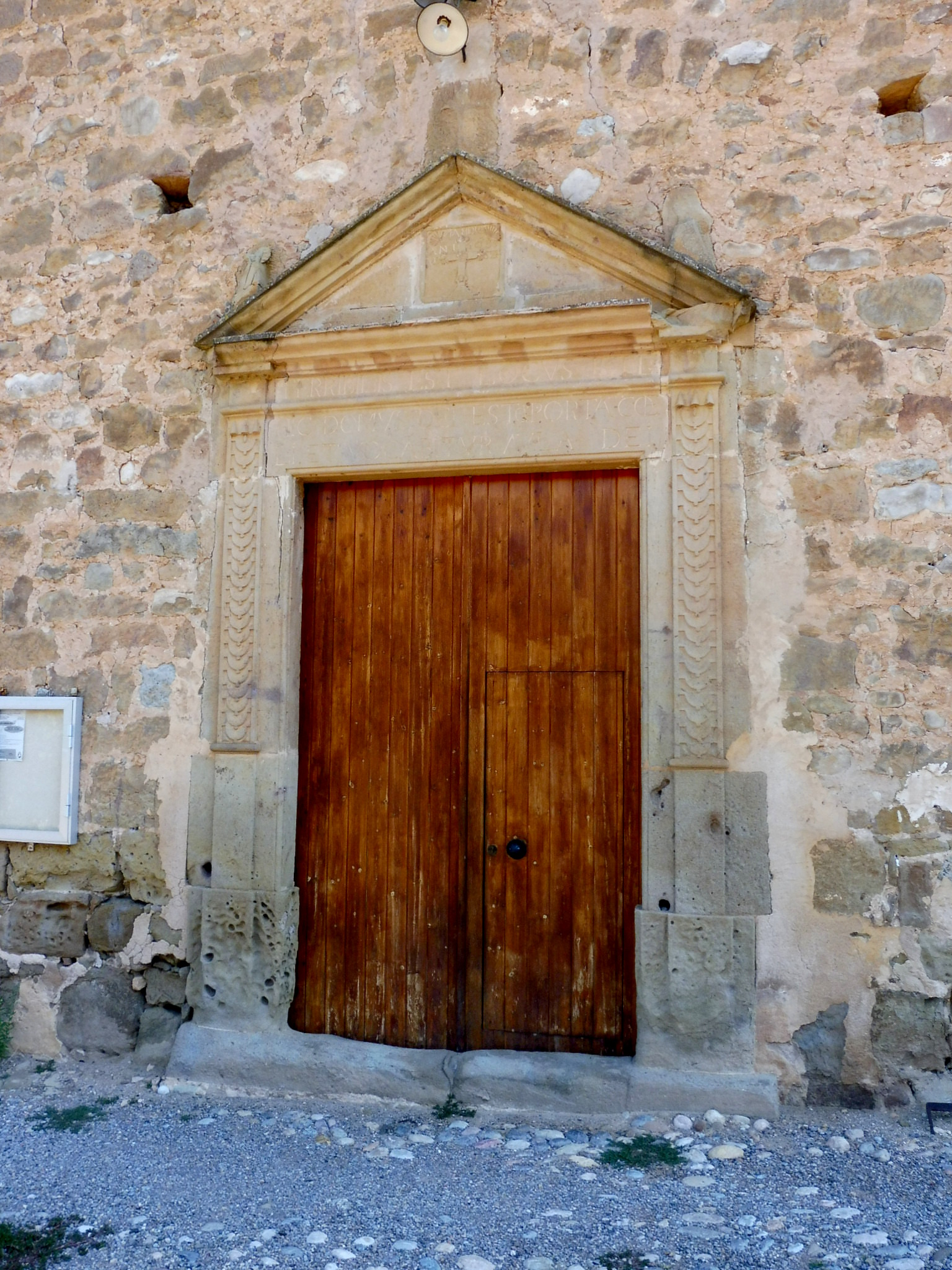
Portada de l'església

La façana és força simple, tan sols hi ha una entrada allindanada amb un fals frontó triangular i sobre seu, un òcul. La coberta és a dues aigües amb teula àrab i a l'interior, voltes de creueria.
Al frontispici de la porta hi figura una inscripció: 
a 4 obre ani 1685
me s. ar
terribilis est locus iste
hic domus dei est et porta coe-
li et vocabitur aula dei.

## Notícies històriques
L'edifici primigeni és romànic però durant el s. XVII es feren moltes modificacions: capelles laterals, elements de la façana sud-oest, ... En aquesta campanya s'aprofitaren materials de la construcció anterior. El 1765 es construeixen els bancs del cor; el 1766, l'altar de Sant Eudald i el 1780, la làpida sepulcral dels Perera, entre altres obres.
El campanar és obra ja del s. XIX, apreciable per la diferència amb el parament de la resta del conjunt.
De fet, però, les notícies arqueològiques de Sorba ens donen testimoni de l'època ibèrica romana i tardoromana. Les notícies documentals des de la dominació carolíngia suburbano (982), la repoblació de Guifré el Pelós, la dominació ripollenca durant molts anys (888- s. XVIII) són testimoni de la importància del lloc a mitjans del segle xvii. Sorba era una batllia del ducat de Cardona; el duc hi tenia la jurisdicció criminal i el monestir de Ripoll, la civil i eclesiàstica fins a ser abolits els senyorius, continuà sota la jurisdicció del bisbat de Solsona.